# Carl Nielsen
Carl August Nielsen (Sortelung, 9 giugno 1865 – Copenaghen, 3 ottobre 1931) è stato un compositore, violinista e direttore d'orchestra danese, conosciuto principalmente per le sue 6 sinfonie e per i suoi concerti per flauto, per clarinetto e per violino e orchestra.

## Biografia
Carl Nielsen era il sesto di dodici figli nati in una famiglia di contadini di Sortelung in Danimarca; il padre era imbianchino e musicista dilettante. Imparò a suonare da autodidatta il violino e il pianoforte. Imparò in seguito anche a suonare alcuni ottoni, prestando servizio militare presso il 16º battaglione dell'Esercito Reale Danese, di stanza nei pressi di Odense. Fu poi al conservatorio della capitale che cominciò a studiare la musica, anche se non prese mai delle vere e proprie lezioni di composizione, all'epoca. La fama di Nielsen esplose però già subito dopo la prima esecuzione della sua prima sinfonia (14 marzo 1896), seguita poi da un'altra esecuzione pubblica a Berlino, l'anno seguente. Curiosamente, fra le file dell'orchestra che eseguì questa sinfonia, c'era proprio lo stesso Nielsen, che continuò a suonare in questa compagine fino al 1905, quando fu nominato secondo direttore dell'orchestra (posto che mantenne fino al 1914).
Nel 1916 gli venne affidata una cattedra presso il conservatorio di Copenaghen, dove continuò a insegnare fino alla morte, avvenuta nel 1931 diventando anche direttore del medesimo istituto nell'ultimo anno di vita. Per molti anni poi diresse una sua propria orchestra (1914-1926), poi lasciata anche a causa di un grave attacco di cuore che lo colse nel 1925.
Sposatosi nel 1891 con la scultrice danese Anne Marie Brodersen, ebbe tre figli; dedicò il suo celebre Concerto per violino al genero, l'ungherese Emil Telmányi (1911).

## Stile
Lo stile si mostra avere diverse assonanze con la musica russa; lo dimostrano le cadenze e le risoluzioni alla "russa", ovvero provenienti dalla tradizione russa incorporate alla tecnica atonale tedesca (quella ad esempio di Arnold Schönberg), che influenzeranno anche in modo assai simile Dimitri Shostakovich nelle sue sinfonie e musiche da camera.
Tra atonalismo e armonia ampliata post-romantica le sue sinfonie sono nello stile conservatore, seppure dimostrino una eccellente ed enorme struttura, che non ne risulta esser appesantita o non dà l'impressione di perdersi nello sviluppo armonico e melodico.
(Piero Santi)
Lo stile molto particolare di Carl Nielsen per lungo tempo non riscosse successo e fu conosciuto solamente in Scandinavia e in Inghilterra, al pari di alcuni suoi contemporanei come Jean Sibelius, Christian Sinding e Johan Svendsen.
Avendo studiato molto accuratamente la polifonia rinascimentale riuscì ad introdurla nelle sue composizioni con disinvoltura ed eleganza. Tuttora è molto conosciuto e apprezzato in Danimarca anche come compositore di canzoni che sono poi entrate nell'uso popolare. Nielsen compose addirittura una melodia da usare come base per l'inno nazionale danese ("Der er et yndigt land"), senza però che la sua proposta fosse accolta.
Nei primi anni del nostro secolo è stato riscoperto da giovani direttori come Gustavo Dudamel, Alan Gilbert, Fabio Luisi e Douglas Bostock.

## Composizioni (selezione)

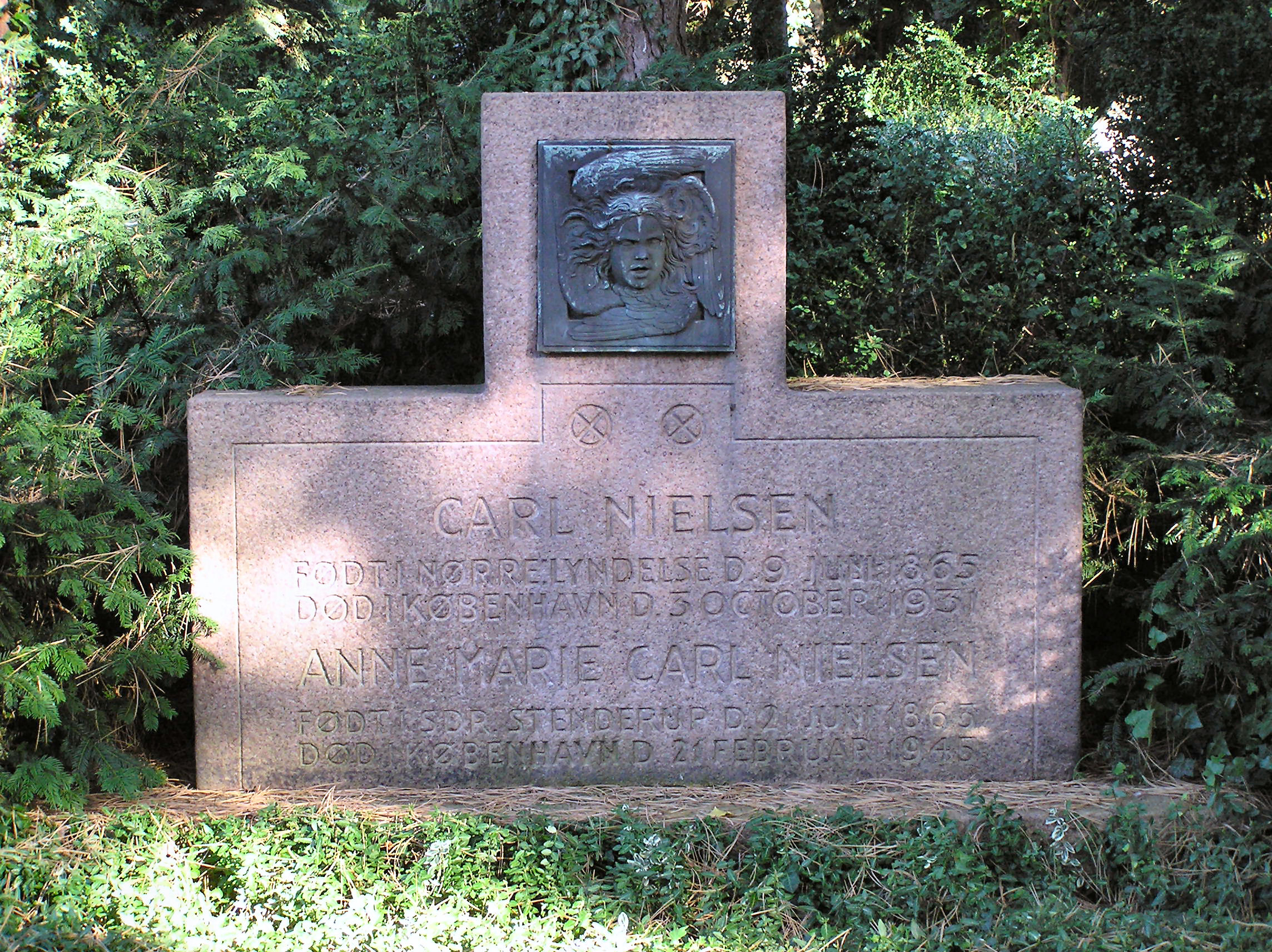
Tomba di Carl Nielsen a Copenaghen.

### Musica sinfonica

#### Sinfonie
- Sinfonia n. 1 in sol minore FS 16, op. 7 (1892-94)
- Sinfonia n. 2 De fire Temperamenter [I quattro temperamenti] FS 29, op. 16 (1901-02)
- Sinfonia n. 3 Sinfonia espansiva FS 60, op. 27 (1910-11)
- Sinfonia n. 4 Det Uudslukkelige [L'inestinguibile] FS 76, op. 29 (1914-16)
- Sinfonia n. 5 FS 97, op. 50 (1921-22)
- Sinfonia n. 6 Sinfonia semplice FS 116 (1924-25)

#### Concerti
- Concerto per violino. FS 61, Op. 33. (1911)
- Concerto per flauto . FS 119. (1926)
- Concerto per clarinetto . FS 129, Op. 57. (1928)

#### Musica per il teatro
- Musica per l'opera teatrale Aladdin su testi di A. Oehlenschlæger. FS 89 (1918-19)
- Saul og David (Saul e Davide), opera in quattro atti
- Maskarade, opera comica in tre atti

#### Musica per orchestra
- Piccola Suite per orchestra d’archi, op. 1 FS 6 (1888)
- Rapsodia Sinfonica, FS 7 (1888)
- Helios Ouverture, op. 17 FS 32 (1903)
- Saga-Drøm (Saga dei sogni), op. 39 FS 46 (1908)
- Ved en ung Kunstners Båre (Davanti alla bara di un giovane artista), FS 58 (1910)
- Nærmere Gud til dig (Più vicino a te, mio Dio), FS 63 (1912)
- Pan & Syrinx, op. 49 FS 87 (1918)
- Aladdin Suite, op. 34 FS 89 (1919)
- Ouverture rapsodica FS 123 (1927)
- Bøhmisk-dansk Folketone (Canti popolari boemo-danesi), FS 130 (1928)

### Musica da camera
- "Fantasystykke" per clarinetto e pianoforte
- Quintetto op. 43 per flauto, oboe, clarinetto, corno francese e fagotto

#### Quartetti per archi
- Quartetto per archi n. 1 in sol minore op. 13
- Quartetto per archi n. 2 in fa minore op. 5
- Quartetto per archi n. 3 in mi bemolle maggiore op. 14
- Quartetto per archi n. 4 in fa maggiore op. 44

#### Opere per pianoforte
- 5 Pezzi per pianoforte op. 3, FS 10 (1890)
  - 1. Folk Tune
  - 2. Humoresque
  - 3. Arabesque
  - 4. Mignon
  - 5. Elf-Dance
- Symfonisk Suite (Suite sinfonica) op. 8, FS 19 (1894)
- Humoreske Bagateller op. 11, FS 22 (1894-97)
- Chaconne op. 32, FS 79 (1916)
- Tema e variazioni op. 40, FS 81 (1917)
- Suite per pianoforte (Suite - Den Luciferiska) op. 45, FS 91 (1919-20), dedicata ad Artur Schnabel
- Tre Klaverstykker (Tre pezzi per pianoforte) op. 59, FS 131 (1928)
- Klavermusik for Smaa og Store (Musica per pianoforte per giovane e vecchio) op. 53, FS 148 (1930)
- Pezzo per pianoforte in do, FS 159 (1931)